# Správní obvod obce s rozšířenou působností Šternberk
Správní obvod obce s rozšířenou působností Šternberk je od 1. ledna 2003 jedním ze čtyř správních obvodů rozšířené působnosti obcí v okrese Olomouc v Olomouckém kraji. Čítá 22 obcí.
Města Šternberk a Moravský Beroun jsou obcemi s pověřeným obecním úřadem.

## Seznam obcí
Poznámka: Města jsou vyznačena tučně.
- Babice
- Domašov nad Bystřicí
- Domašov u Šternberka
- Hlásnice
- Hnojice
- Horní Loděnice
- Hraničné Petrovice
- Huzová
- Jívová
- Komárov
- Lipina
- Lužice
- Město Libavá
- Mladějovice
- Moravský Beroun
- Mutkov
- Norberčany
- Řídeč
- Strukov
- Štarnov
- Šternberk
- Žerotín

## Obyvatelstvo
| Rok  | Obyv.  | ± %    |
| ---- | ------ | ------ |
| 1869 | 36 772 | —      |
| 1880 | 37 924 | +3,1 % |
| 1890 | 39 211 | +3,4 % |
| 1900 | 39 819 | +1,6 % |
| 1910 | 38 102 | −4,3 % |

| Rok  | Obyv.  | ± %     |
| ---- | ------ | ------- |
| 1921 | 36 227 | −4,9 %  |
| 1930 | 35 475 | −2,1 %  |
| 1950 | 25 848 | −27,1 % |
| 1961 | 23 082 | −10,7 % |
| 1970 | 24 145 | +4,6 %  |

| Rok  | Obyv.  | ± %    |
| ---- | ------ | ------ |
| 1980 | 23 851 | −1,2 % |
| 1991 | 25 015 | +4,9 % |
| 2001 | 24 830 | −0,7 % |
| 2011 | 23 824 | −4,1 % |
| 2021 | 23 295 | −2,2 % |